# Kamenolom Jang-šan

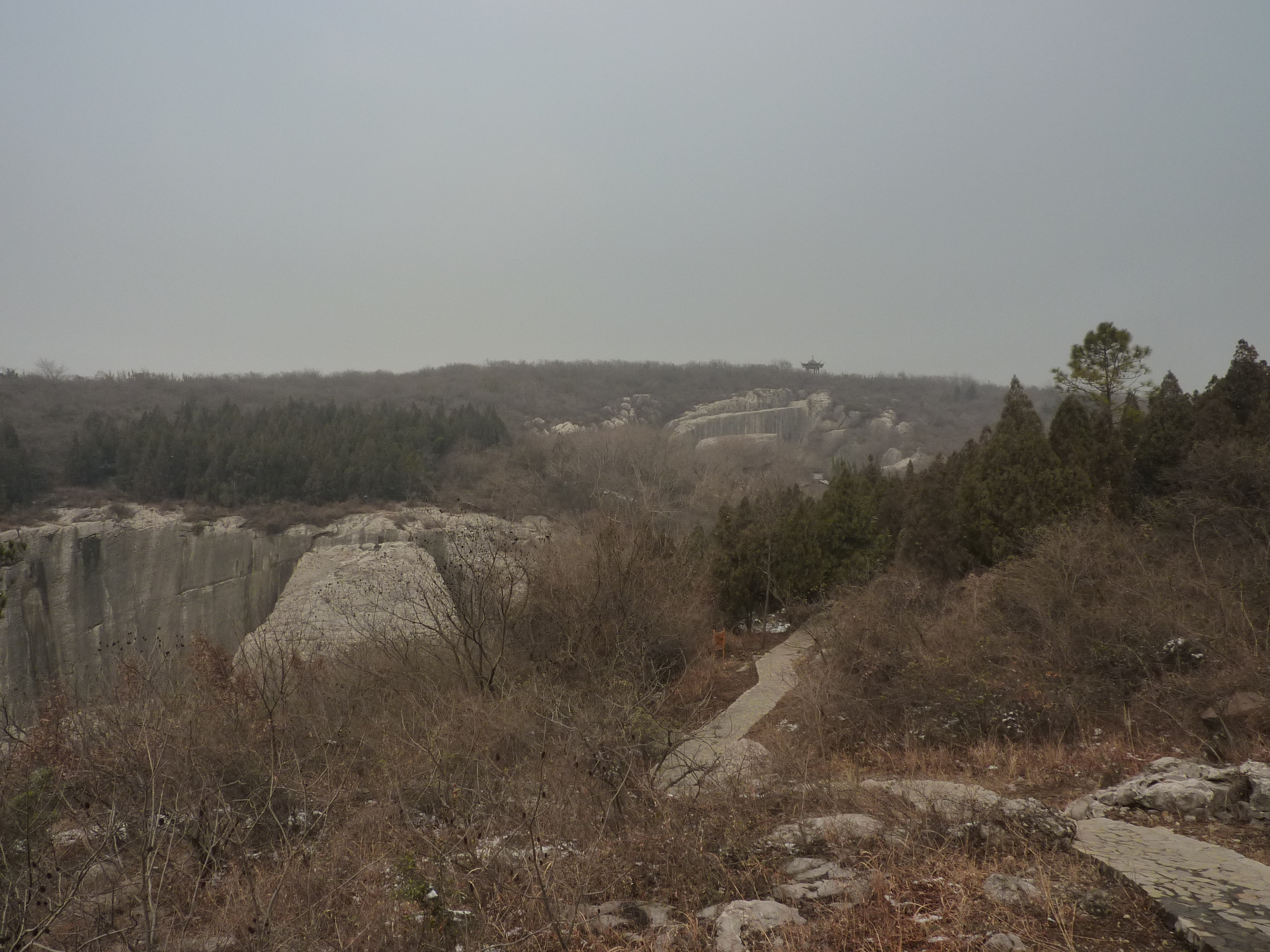
Celkový pohled na kamenolom Jang-šan

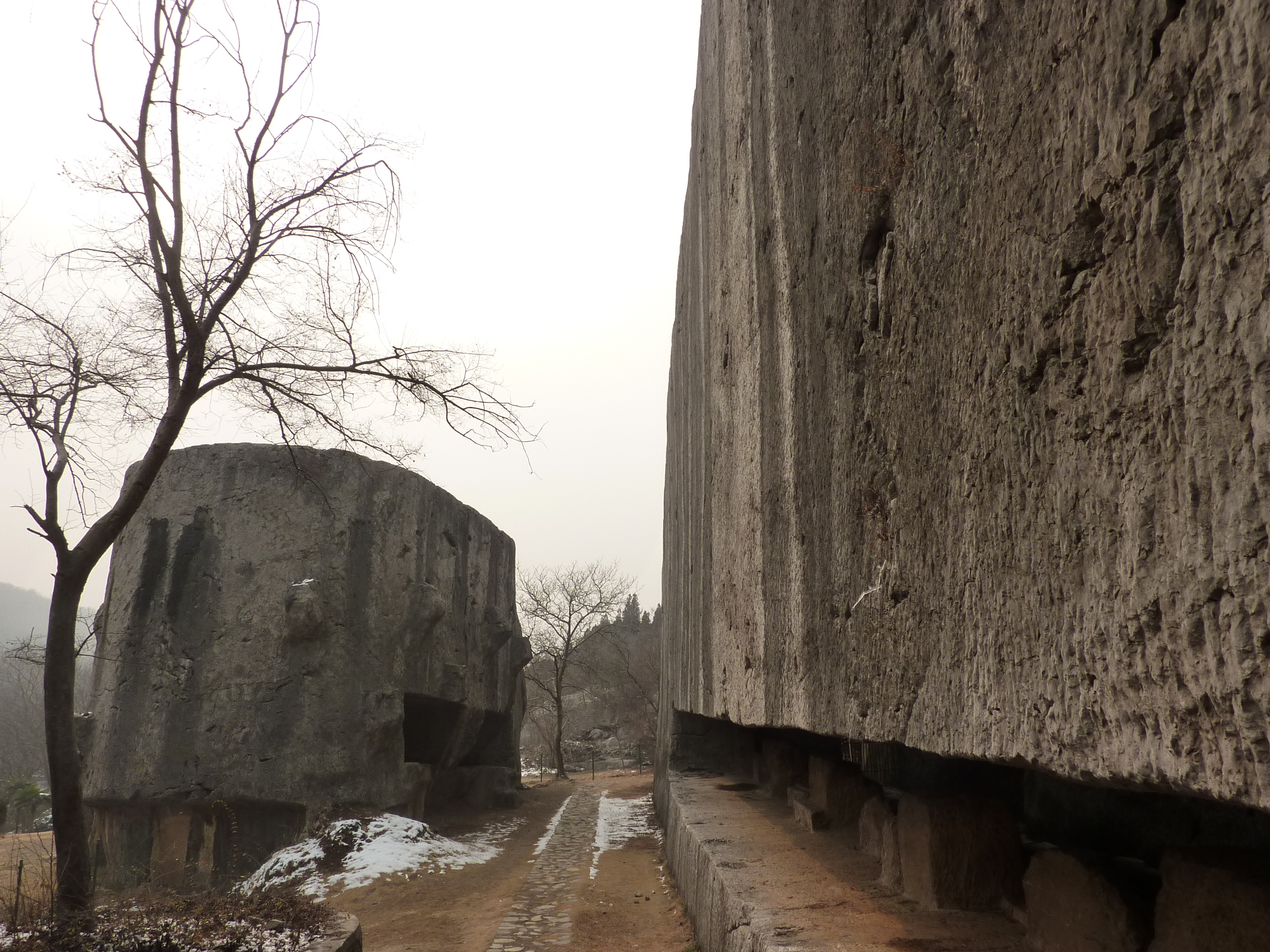
Části nedokončené stély v Jang-šanu

Kamenolom Jang-šan (čínsky pchin-jinem Yángshān bēi cái, znaky 阳山碑材) je bývalý kamenolom u Nankingu, nyní památkově chráněné místo. Po staletí byl zde těžen kámen pro stavby v Nankingu, známý je zejména kvůli nedokončené stéle z éry Jung-le (počátek 15. století), která měla být vysoká 73 metrů.
Kamenolom leží na hoře Jang-šan (také jako Jen-men-šan (雁门山), severozápadně od města Tchang-šan (汤山镇). v nankingském městském obvodu Ťiang-ning.